# Enguerrand delle Fiandre
Enguerrand, conosciuto anche come Ingelram o Rowland (tra il 760 ed il 780 – 825), fu governatore (guardaboschi o guardiacaccia) delle Fiandre.

## Origine
Le sue origini non sono certe:
- secondo Genealogy era il figlio illegittimo di Carlo il Giovane che era il figlio maschio primogenito (come ci confermano gli Annales Laurissenses: rex Carolus primogenitum filium suum Carolum[2]) del re di tutti i Franchi e futuro imperatore, Carlo Magno e dalla seconda o terza[3] moglie Ildegarda, figlia del conte Geroldo di Vinzgouw e Emma di Alamania, figlia di Hnabi, duca di Alamania e di una certa Iuliana[1], quindi era nipote di Carlo Magno;
- secondo la Genealogia Comitum Flandriæ Bertiniana, e la Lamberti Genealogia Comitum Flandriæ, invece, era figlio di Lidrico (o Liderico) di Harlebec[4][5] e della moglie di cui non si conoscono né gli ascendenti né il nome; secondo la Chronica Monasterii Sancti Bertini auctore Iohanne Longo de Ipra era figlio del già citato Lidrico (o Liderico) e di una figlia di un certo Gerardo del Rossiglione[6]. L'origine di Lidrico è incerta, ma secondo la Chronica Monasterii Sancti Bertini auctore Iohanne Longo de Ipra Lidrico era di nobile origine, discendeva da una famiglia comitale che risiedeva nella penisola iberica[6]. Dei suoi genitori non si conoscono i nomi. Secondo lo storico portoghese, José Mattoso, si può supporre che fosse un discendente di nobili Visigoti[7].

## Biografia
Secondo la Chronica Monasterii Sancti Bertini auctore Iohanne Longo de Ipra Enguerrand successe al padre, Lidrico.
Secondo il Cartulaire de l'abbaye de Saint-Bertin Enguerrand di Harlebec (Engerranus Harlebecanus) fu il secondo, dopo Lidrico (che non viene indicato come suo padre), a governare le Fiandre, ma senza essere citato col titolo di conte.
Nelle varie cronache del Monumenta Germaniae Historica, si narra di un certo Enguerrand vissuto verso la metà del IX secolo, che senza dubbio non è il nostro Enguerrand.
Secondo il Cartulaire de l'abbaye de Saint-Bertin Enguerrand morì nel corso dell'825.

## Matrimonio e discendenza
Enguerrand ebbe una moglie di cui non si conoscono né gli ascendenti né il nome e da cui ebbe un figlio:
- Odacre (Audacer o Odoscer)[4] (800/10-837), che successe al padre nel governo delle Fiandre.

## Ascendenza
|                          |   |                     | Genitori            |  |  | Nonni |  |  | Bisnonni        |  |  | Trisnonni      |  |
|                          |   |                     |                     |  |  |       |  |  | Pipino il Breve |  |  | Carlo Martello |  |
|                          |   |                     |                     |  |  |       |  |  | Pipino il Breve |  |  | Carlo Martello |  |
|                          |   | Rotrude di Treviri  |                     |  |  |       |  |  | Pipino il Breve |  |  |                |  |
| Carlo Magno              |   |                     |                     |  |  |       |  |  | Pipino il Breve |  |  |                |  |
|                          |   | Bertrada di Laon    | Cariberto di Laon   |  |  |       |  |  |                 |  |  |                |  |
|                          |   | Bertrada di Laon    | Cariberto di Laon   |  |  |       |  |  |                 |  |  |                |  |
|                          |   | Bertrada di Laon    | Bertrada di Colonia |  |  |       |  |  |                 |  |  |                |  |
| Carlo il Giovane         |   | Bertrada di Laon    |                     |  |  |       |  |  |                 |  |  |                |  |
|                          |   | Geroldo di Vintzgau | …                   |  |  |       |  |  |                 |  |  |                |  |
|                          |   | Geroldo di Vintzgau | …                   |  |  |       |  |  |                 |  |  |                |  |
|                          |   | Geroldo di Vintzgau | …                   |  |  |       |  |  |                 |  |  |                |  |
| Ildegarda                |   | Geroldo di Vintzgau |                     |  |  |       |  |  |                 |  |  |                |  |
|                          |   | Emma d'Alemannia    | Hnabi               |  |  |       |  |  |                 |  |  |                |  |
|                          |   | Emma d'Alemannia    | Hnabi               |  |  |       |  |  |                 |  |  |                |  |
|                          |   | Emma d'Alemannia    | …                   |  |  |       |  |  |                 |  |  |                |  |
| Enguerrand delle Fiandre |   | Emma d'Alemannia    |                     |  |  |       |  |  |                 |  |  |                |  |
|                          | … | …                   |                     |  |  |       |  |  |                 |  |  |                |  |
|                          | … | …                   |                     |  |  |       |  |  |                 |  |  |                |  |
|                          | … | …                   |                     |  |  |       |  |  |                 |  |  |                |  |
| …                        | … |                     |                     |  |  |       |  |  |                 |  |  |                |  |
|                          |   | …                   | …                   |  |  |       |  |  |                 |  |  |                |  |
|                          |   | …                   | …                   |  |  |       |  |  |                 |  |  |                |  |
|                          |   | …                   | …                   |  |  |       |  |  |                 |  |  |                |  |
| …                        |   | …                   |                     |  |  |       |  |  |                 |  |  |                |  |
|                          |   | …                   | …                   |  |  |       |  |  |                 |  |  |                |  |
|                          |   | …                   | …                   |  |  |       |  |  |                 |  |  |                |  |
|                          |   | …                   | …                   |  |  |       |  |  |                 |  |  |                |  |
| …                        |   | …                   |                     |  |  |       |  |  |                 |  |  |                |  |
|                          |   | …                   | …                   |  |  |       |  |  |                 |  |  |                |  |
|                          |   | …                   | …                   |  |  |       |  |  |                 |  |  |                |  |
|                          |   | …                   | …                   |  |  |       |  |  |                 |  |  |                |  |
|                          |   | …                   |                     |  |  |       |  |  |                 |  |  |                |  |

### Fonti primarie
- (LA)  Monumenta Germaniae Historica, Scriptores, tomus I.
- (LA)  Monumenta Germaniae Historica, Scriptores, tomus IX.
- (LA)  Monumenta Germaniae Historica, Scriptores, tomus XXV.
- (LA)  Cartulaire de l'abbaye de Saint-Bertin.